# Sesammot
De sesammot (Antigastra catalaunalis) is een vlinder uit de familie van de grasmotten (Crambidae). De spanwijdte van de vlinder bedraagt tussen de 19 en 22 millimeter. De soort overwintert als rups. De soort komt voor in een groot deel van de tropen en de subtropen.

## Waardplanten
De sesammot heeft leeuwenbek, vlasbekje en sesam en planten uit de helmkruidfamilie en de Pedaliaceae als waardplanten.

## Natuurlijke vijanden
Zowel in India als op Réunion is vastgesteld dat de sluipwesp Trathala flavoorbitalis de rups van de sesammot parasiteert.

## Voorkomen in Nederland en België
De sesammot is in Nederland en in België een zeer zeldzame trekvlinder, die sinds 2006 in beide landen enkele malen is waargenomen.